# Premi Nacional d'Arts Plàstiques d'Espanya
El Premi Nacional d'Arts Plàstiques d'Espanya és un dels "Premis Nacionals de Cultura a les Belles Arts", concedit anualment pel Ministeri de Cultura d'Espanya i instaurat el 1980 per tal de reconèixer la tasca meritòria dels artistes plàstics contemporanis. Amb el mateix es reconeix l'obra o actuació publicada en l'any anterior a la seva concessió i que contribueix a l'enriquiment del patrimoni cultural d'Espanya. Tot i desenvolupar-se en les competències d'un organisme administratiu, es busca que l'elecció dels guardonats sigui un fidel reflex de les valoracions i els sentiments de la societat. El premi està dotat amb 30.000 euros.
Els candidats al guardó es presenten pels membres del jurat o per les entitats relacionades amb les activitats artístiques o culturals objecte del premi, mitjançant propostes raonades adreçades a la ministra de Cultura o als propis jurats, un cop constituïts.

## Artistes premiats
| Any  | Artistes |
| ---- | --- |
| 1980 | Juan Manuel Díaz-Caneja (pintor) Antoni Cumella (ceramista) Albert Ràfols-Casamada (pintor) Martín Chirino (escultor) Carola Torres (tapisser) Manuel Boix (pintor, escultor i gravador) |
| 1981 | Manuel Ángeles Ortiz (pintor) Andreu Alfaro (escultor) Joan Hernández Pijuan (pintor i gravador) Luis Gordillo (pintor) José Hernández (pintor i artista gràfic)                         |
| 1982 | Eduardo Arroyo (pintor) Josep Guinovart (pintor, dibuixant i gravador) Julio López Hernández (escultor) Carmen Laffón (pintora, dibuixant i escultora) Rafael Canogar (pintor)           |
| 1983 | Francesc Catalá Roca (fotògraf) Alfonso Fraile (pintor) Lucio Muñoz (pintor) Manolo Valdés (pintor, gravador i escultor) Darío Villalba (pintor i fotògraf)                              |
| 1984 | Juan Genovés (pintor i artista gràfic) José Caballero (pintor) Manuel Hernández Mompó (pintor i escultor) Baltasar Lobo (escultor) Agustí Centelles (fotògraf)                           |
| 1985 | Juan Barjola (pintor) Guillermo Pérez Villalta (pintor i escultor) |
| 1986 | Miquel Navarro (pintor, escultor i gravador) Miquel Barceló (pintor) |
| 1987 | Desierto |
| 1988 | Susana Solano (escultora) |
| 1989 | José María Sicilia (pintor) |
| 1990 | Juan Navarro Baldeweg (arquitecte, pintor i escultor) |
| 1991 | Adolfo Schlosser (escultor) |
| 1992 | Carlos Alcolea (pintor) |
| 1993 | Soledad Sevilla (pintora) |
| 1994 | Eva Lootz, (escultora) |
| 1995 | José Manuel Broto Gimeno, (pintor) |
| 1996 | Miguel Ángel Campano, (pintor) |
| 1997 | Ramón Gaya (pintor i escritor) |
| 1998 | Cristino de Vera (pintor) |
| 1999 | Pablo Palazuelo (pintor, gravador i escultor) Cristina Iglesias (escultora i gravadora)                                                                                                  |
| 2000 | Juan Muñoz (escultor) |
| 2001 | Juan José Aquerreta (pintor) |
| 2002 | Juan Uslé (pintor) |
| 2003 | Alfredo Alcaín (pintor) |
| 2004 | Carlos Pazos (escultor) |
| 2005 | Antoni Muntadas (artista conceptual) |
| 2006 | Pere Jaume Borrell Guinart (pintor) |
| 2007 | Isidoro Valcárcel Medina (artista conceptual) |
| 2008 | Esther Ferrer (artista conceptual-performer) |
| 2009 | Nacho Criado (artista conceptual) |
| 2010 | Santiago Sierra (va rebutjar el premi) |
| 2011 | Elena Asins (pintora i escultora) |
| 2012 | Jaume Plensa (escultor) |
| 2013 | Carmen Calvo Sáenz de Tejada (artista conceptual) |
| 2014 | Jordi Teixidor de Otto (pintor) |
| 2015 | Concha Jerez (artista conceptual) |
| 2016 | Juan Hidalgo (compositor) |
| 2017 | Ángela de la Cruz (pintora i escultora) |
| 2018 | Ángel Bados (escultor) |
| 2019 | Àngels Ribé (artista conceptual) |
| 2020 | José María Yturralde (pintor) |
| 2021 | Dora García (artista i teòrica de l'art) |
| 2022 | Rogelio López Cuenca (artista visual i poeta) |
| 2023 | Teresa Lanceta (artista del teixit) |